# Гродненский диоцез
Гродненский диоцез (бел. Гродзенская дыяцэзія, лат. Dioecesis Grodnensis) — католическая епархия (диоцез) в Беларуси с центром в городе Гродно. Покровитель епархии — Казимир Святой.

## История

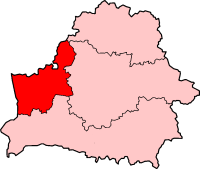
Гродненский диоцез на карте Беларуси

13 апреля 1991 года Папа Римский Иоанн Павел II издал буллу «Qui operam», которой учредил Гродненский диоцез, выделив его из Вильнюсского архидиоцеза.

## Структура
Занимает территорию Гродненской области на северо-западе Беларуси, суффраганна по отношению к Минско-Могилёвскому архидиоцезу. К епархии относятся Гродненская семинария и Гродненский Катехизисный институт. Кафедральный собор — собор Святого Франциска Ксаверия в Гродно, имеющий почётный статус «малой базилики». С момента создания диоцез возглавлял епископ Александр Кашкевич. Осенью 2024 года он отказался от должности в связи с достижением 75-летия, и новым епископом стал Владимир Гуляй.

### Деканаты
- Островецкий
- Ошмянский
- Берестовицкий
- Волковысский
- два Гродненских (восточный и западный)
- Дятловский
- Ивьевский
- Лидский
- Мостовский
- Новогрудский
- Радунский
- Сопоцкинский
- Сморгонский
- Слонимский
- Щучинский

## Статистика
На конец 2013 года из 1 058 346 человек, проживающих на территории епархии, католиками являлись 582 540 человек, что соответствует 55,0 % от общего числа населения епархии.
| год  | население | население | население | священники | священники        | священники         | священники                           | постоянные диаконы | монахи  | монахи  | приходы |
| год  | католики  | всего     | %         | всего      | белое духовенство | черное духовенство | число католиков на одного священника | постоянные диаконы | мужчины | женщины | приходы |
| ---- | --------- | --------- | --------- | ---------- | ----------------- | ------------------ | ------------------------------------ | ------------------ | ------- | ------- | ------- |
| 1999 | 670 000   | 1 150 000 | 58,3      | 140        | 74                | 66                 | 4.785                                |                    | 72      | 185     | 163     |
| 2000 | 665 000   | 1 135 000 | 58,6      | 150        | 84                | 66                 | 4.433                                |                    | 73      | 180     | 165     |
| 2001 | 659 000   | 1 078 000 | 61,1      | 159        | 94                | 65                 | 4.144                                |                    | 71      | 160     | 165     |
| 2002 | 637 000   | 1 022 000 | 62,3      | 169        | 105               | 64                 | 3.769                                |                    | 69      | 175     | 169     |
| 2003 | 634 000   | 1 015 000 | 62,5      | 169        | 107               | 62                 | 3.751                                |                    | 67      | 177     | 169     |
| 2004 | 630 000   | 1 010 000 | 62,4      | 182        | 120               | 62                 | 3.461                                |                    | 68      | 173     | 170     |
| 2006 | 600 000   | 980 000   | 61,2      | 185        | 135               | 50                 | 3.243                                |                    | 53      | 185     | 170     |
| 2013 | 582 540   | 1 058 346 | 55,0      | 202        | 148               | 54                 | 2.883                                |                    | 55      | 143     | 194     |
| 2016 | 573 215   | 1 052 800 | 54,4      | 211        | 160               | 51                 | 2.716                                |                    | 51      | 120     | 195     |